# Prionotus tribulus
Prionotus tribulus és una espècie de peix pertanyent a la família dels tríglids.

## Descripció
- Fa 35 cm de llargària màxima.[5][6]

## Hàbitat
És un peix marí, demersal i de clima subtropical (37°N-24°N).

## Distribució geogràfica
Es troba a l'Atlàntic occidental: des de la badia de Chesapeake fins al nord de Florida, el Golf de Mèxic i Texas.

## Observacions
És inofensiu per als humans.